# 蘇士軒
蘇士軒（1996年4月9日—）是臺灣男子籃球運動員，場上主打前鋒位置，現效力於台灣職業籃球大聯盟新北國王。

## 學生生涯
蘇士軒從國中階段開始打籃球，高中就讀乙組東大附中，大學進入國立虎尾科技大學，籃球校隊105學年度（2016年－2017年）踏上大專籃球聯賽公開男一級賽場，蘇士軒總計出賽10場，場均貢獻15.3分、12.6籃板、2.5阻攻，收下該學年度阻攻王，球隊以2勝13敗作收下學年度回到公開男二級，研究所就讀國立臺灣師範大學運動競技學系，研究所二年級在大專籃球聯賽場均挹注11.9分、6.4籃板、2.1助攻，2020年6月報名投入超級籃球聯賽新人選秀會。

## 職業生涯
2020年7月在新人選秀會第一輪第二順位被臺灣銀行選中。第十九季超級籃球聯賽場均出賽15.5分鐘，攻下6分、3.4籃板、1.4助攻，獲選年度第六人獎項。2022年7月加盟P. LEAGUE+新北國王。2024年7月2日，新北國王宣布與蘇士軒完成續約。

## 國家隊生涯
2019年5月代表中華臺北征戰三對三亞洲盃籃球賽，同年夏天入選瓊斯盃男子組中華白隊。

## 外部連結
- 蘇士軒的Instagram帳戶
- 蘇士軒在fiba.basketball（英语）
- 蘇士軒在fiba3x3.com（英语）
- 蘇士軒在P. LEAGUE+官網
- 蘇士軒在台灣職業籃球大聯盟官網
- 蘇士軒在Eurobasket.com（球員）（英语）
- 蘇士軒在Proballers（英语）
- 蘇士軒在RealGM（英语）
- 蘇士軒在Flashscore（英语）